# Џамија султаније Шах
Џамија султаније Шах (тур. Şah Sultan Camii) је џамија посвећена турској султанији Шах, млађој сестри османског султана Сулејмана I. Џамија је саграђена око 1556.